# Alain Gérard (historiador)
Alain Gérard, (Paimpol (Bretanya), 19 de maig, 1951), és un historiador francès, enginyer investigador a la Universitat de París-Sorbona i antic director del Centre de Recerca Històrica de Vendée.

## Biografia
El recorregut d'Alain Gérard és més aviat atípic: d'origen bretó modest (pare mariner i després carter, mare pagesa), a partir de 1968 es va implicar «en l'extrema esquerra estalinista-maoista», cosa que li va espatllar qualsevol perspectiva professional.
Va ser l'oportunitat d'un nomenament el 1974 al col·legi públic de Vendée de Sainte-Hermine, just a la "línia Siegfried" que separa l'insurgent Bocage de 1793 de la Plaine que va romandre passiva, el que va suggerir el seu tema de tesi. Reprenent els estudis universitaris abandonats d'hora, va recolzar el 1987, sota la presidència de François Furet, una tesi titulada Bocains i Plainauds a Bas-Poitou al segle XVIII, que descriu "la Vendée abans que la Vendée, el camperol del Bocage, davant el combat de l'Exèrcit Catòlic i Reial. Una lectura "expurgada dels paràsits ideològics vehiculats per massa investigacions que es diuen històriques", i que distingeix una Plana jeràrquica permeable a les influències urbanes, i les comunitats Bocaine unides que es veuran afectades per la radicalització revolucionària.
Després de Per què la Vendée?, un primer llibre basat en la seva tesi, una segona obra, La Vendée, 1789-1793, es basa en el fet que la Vendée no es va aixecar el 1789 per una hipotètica defensa de l'Antic Règim, sinó contra la deriva terrorista de la República, especialment la seva política religiosa. "Narra la història de la Vendée de 1789 a 1793 com pocs historiadors s'han atrevit: des de dins, des del cor dels campaments, els exèrcits, els personatges", destacant "paradoxes flagrants", en particular que "la Revolució va enfrontar-se, amb un exèrcit de l'Antic Règim, una revolta popular".
A «Per principi d'humanitat...» El terror i la Vendée, publicat l'any 1999 i coronat amb diversos premis importants, pretén demostrar com els Montagnards van transformar una revolta popular en una guerra civil amb l'únic objectiu d'eliminar els girondins; com van decretar la destrucció de Vendée; com Turreau es va comprometre, després de la victòria, a exterminar la població davant els ulls dels representants en missió; com Carrier transforma Nantes en un laboratori per a la "regeneració de la humanitat"; com finalment la negació precedeix el crim. Un "llibre amb un títol provocador" i tanmateix "no va despertar cap polèmica".